# David Kostelecký
David Kostelecký (Brno, 12 maggio 1975) è un tiratore a volo ceco  della specialità trap, specialità in cui si è aggiudicato l'oro ai Giochi olimpici di Pechino 2008 precedendo Giovanni Pellielo. Sempre nel trap, è riuscito ad aggiudicarsi la medaglia d'argento ai Giochi olimpici di Tokyo 2020, giungendo alle spalle del connazionale Jiří Lipták.